# .sh
.sh는 세인트헬레나의 인터넷 국가 코드 최상위 도메인이다. 국제화 도메인 이름의 등록이 허용된다. (자세히 보기)

## 2차 도메인
- co.sh – 상업용
- com.sh – 상업용
- org.sh – 비영리 단체
- gov.sh – 정부 부서 및 기관
- edu.sh – 교육 기관
- net.sh – 네트워크 서비스 제공자
- nom.sh – 섬이 아닌 인터넷 사이트

## 같이 보기
- .uk
- .ac